# Sahelzone

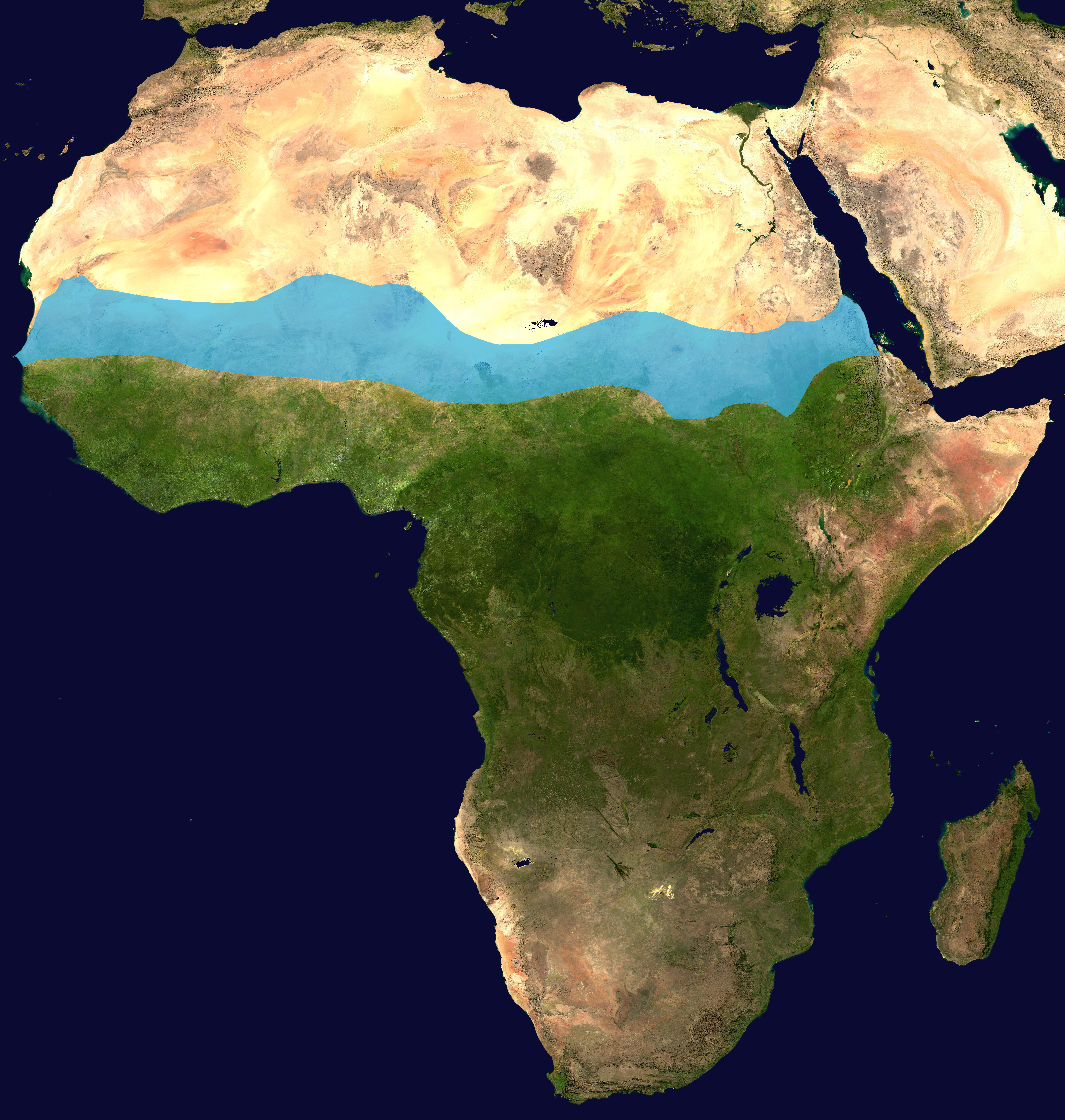
Die Lage der Sahelzone in Afrika ist blau markiert.

Die Sahelzone (der Sahel) in Afrika ist die in Ost-West-Richtung langgestreckte semiaride Übergangszone zwischen der Wüste Sahara im Norden und der Trockensavanne im Süden. Bis auf einen kleinen Teil in Ostafrika liegt der Sahel in der Großlandschaft Sudan, die auch die Feuchtsavanne umfasst.
Im Sahel gibt es in Abständen von meist nur wenigen Jahren schwerwiegende Dürren, die zu Hungersnöten führen. Im Jahr 2007 kam es hingegen zu Überschwemmungen in weiten Teilen der Sahelzone, die Millionen Menschen obdachlos machten.
Das (im Vergleich) reichste Land der Sahelzone ist der Sudan mit einem nominalen Pro-Kopf-Einkommen von 1428 $ pro Jahr (2017), die beiden ärmsten sind Burkina Faso (664 $, 2017) und Niger (440 $, 2017).
Die Sahelzone befindet sich seit ca. 2005 in einer Krise. Die Krise hat ihren Ursprung in der Gewalt, die 2005 in Mauretanien begann, als Extremisten als Reaktion auf die Festnahme führender Islamisten 15 Soldaten töteten. Diese Gewalt breitete sich rasch nach Mali, Burkina Faso, Niger und Tschad aus, wo Terrorgruppen wie al-Qaida und der Islamische Staat (IS) zunehmend an Einfluss gewannen.
Trotz der Entsendung westlicher Truppen, vor allem im Rahmen französischer Antiterrormissionen, blieb der Erfolg aus, und viele westliche Kräfte mussten abziehen. Dies führte zu einem Rückgang des Ansehens des Westens in der Region, während Länder wie Mali und Burkina Faso zunehmend auf russische Söldner zurückgreifen.
Laut dem Global Terrorism Index starben im Jahr 2023 47 % aller Terrorismusopfer weltweit in der Sahelzone, was die Region zum Hauptschauplatz des globalen Dschihad macht. Die anhaltende Gewalt, gepaart mit schlechter Regierungsführung und dem Klimawandel, schafft ein gefährliches Umfeld für die Bevölkerung.

## Namensdeutung
Henry N. Le Houérou (1989) zufolge verwendete Auguste Chevalier im Jahr 1900 die Bezeichnung „Sahel“ als Erster für das Gebiet um Timbuktu in Mali. Zwei mögliche Ursprünge des Wortes aus dem Arabischen werden vermutet: Einerseits heißt ساحل, DMG Sāḥil „Ufer“ oder „Küste“ – dem aus dem Sandmeer kommenden Reisenden erscheine die Vegetation des Sahel als rettendes Ufer. Demgegenüber bedeutet سهل, DMG Sahl/Sahil „ebenes, flaches Land“. Die Unsicherheit rührt daher, dass es in den meisten nichtsemitischen Sprachen kein Äquivalent zum Konsonanten ح (ḥ) gibt und dieser daher oft wie das ه mit „h“ transkribiert wird.

## Geographie

### Lage und Ausdehnung

Isolinien des Jahresniederschlags in der Sahelzone und Staatsgrenzen. Gefärbt 100 bis 600 mm/Jahr, ohne Färbung 50 und 700 mm/Jahr.

Große Teile des Sahel (Senegal, Mauretanien, Mali, Burkina Faso und Niger) gehörten früher zu Französisch-Westafrika bzw. zu Französisch-Äquatorialafrika (der Tschad). Manche Autoren, vor allem, aber nicht nur im politischen Kontext, lokalisieren den Sahel lediglich in diesen Staaten. Gambia, eine ehemals britische Enklave im Senegal, liegt am Südrand des Sahel und wird manchmal den Sahel-Staaten zugerechnet. Andere Autoren fassen auf meteorologischer und vegetationsgeographischer Basis den Sahel weiter, im Westen manchmal einschließlich der Kapverdischen Inseln, im Osten über den Tschad-See hinaus oft bis zum Nil, also einschließlich der Regionen Darfur und Kurdufan im Sudan, manchmal bis zum Roten Meer im nördlichen Eritrea, selten bis herab nach Somalia. Ohne den letztgenannten Abschnitt, begründet durch die jahreszeitlich breitere Verteilung der Niederschläge in jener Küstenebene, erstreckt sich die Sahelzone über eine Länge von 5900 km.
Die Breite der Sahelzone beträgt grob 600 km. Die Grenzen werden oft mit Bezug auf den mittleren Jahresniederschlag angegeben, 100±50 mm/a für die nördliche, 600±100 mm/a für die südliche Grenze, wobei die Streuung der Angaben nicht völlige Willkür der Autoren ist, sondern teils durch den Einfluss des Bodens auf das Verbreitungsgebiet definierender Pflanzenarten begründet ist.

## Klima
Im Sahel konzentrieren sich die durch den Südwestmonsun herangetragenen Niederschläge auf wenige, heftige Regengüsse, mit dem Maximum der Regenzeit im August. Im Norden des Sahels fällt der spärliche Regen, wenn überhaupt, meist im Juli/August, weiter südlich dauert die Regenzeit von Juni bis September. In den langen, völlig niederschlagsfreien Trockenzeiten weht aus der Sahara der Harmattan, ein NO-Passat, der verdunstendes Wasser wieder in den feuchten Süden trägt. Zur Verdunstung trägt bei, dass in keinem Monat die klimatische Mitteltemperatur unter 20 °C liegt.

Sahel-Niederschlagsindex ab 1901. Der Index stellt die Niederschläge während der Regenzeit in einem bestimmten Messgebiet dar, abzüglich eines Mittelwerts. Auffallend ist der Rückgang zwischen den 1950er und 1980er Jahren, gefolgt von einem langsamen Anstieg.

Die Mittelwerte der Niederschläge haben für die Bauern keine große Bedeutung, da die Variabilität hoch ist, sowohl über die Region gemittelt von Jahr zu Jahr, als auch über das Jahr gemittelt von Ort zu Ort. Manchmal fällt ein Großteil des Jahresniederschlags in einem einzigen Starkregen. Der im Sahel überwiegend harte und trockene Boden kann dann nur geringe Wassermengen aufnehmen. Dieses Problem wird durch den Klimawandel verschärft: Vorhersagen aus Klimamodellen, dass die Sahara sich stärker erwärmt als das tropische Afrika und durch den steileren Gradienten Starkregenereignisse heftiger werden, wurden durch Satellitendaten bestätigt.
Selbst gemittelt über mehrere Jahre schwanken die Niederschläge stärker als bei unkorrelierten Jahreswerten zu erwarten wäre. So sanken sie den 1970er und frühen 1980er Jahren, sodass sich die Sahara immer weiter in Richtung Sahel ausbreitete (siehe Desertifikation). Mitte der 80er drehte sich dieser Trend, seitdem nehmen die Niederschlagsmengen zu. Im Vergleich zu 1980 war die Sahelzone 2005 deutlich grüner. Dessen ungeachtet hat die Afrikanische Union mit dem Bau einer „Grünen Mauer“ begonnen. Andererseits ist zu beobachten, dass viele Arten der Sahelzone immer weiter südlich in der Sudanzone anzutreffen sind.

## Wirtschaft

### Ackerbau

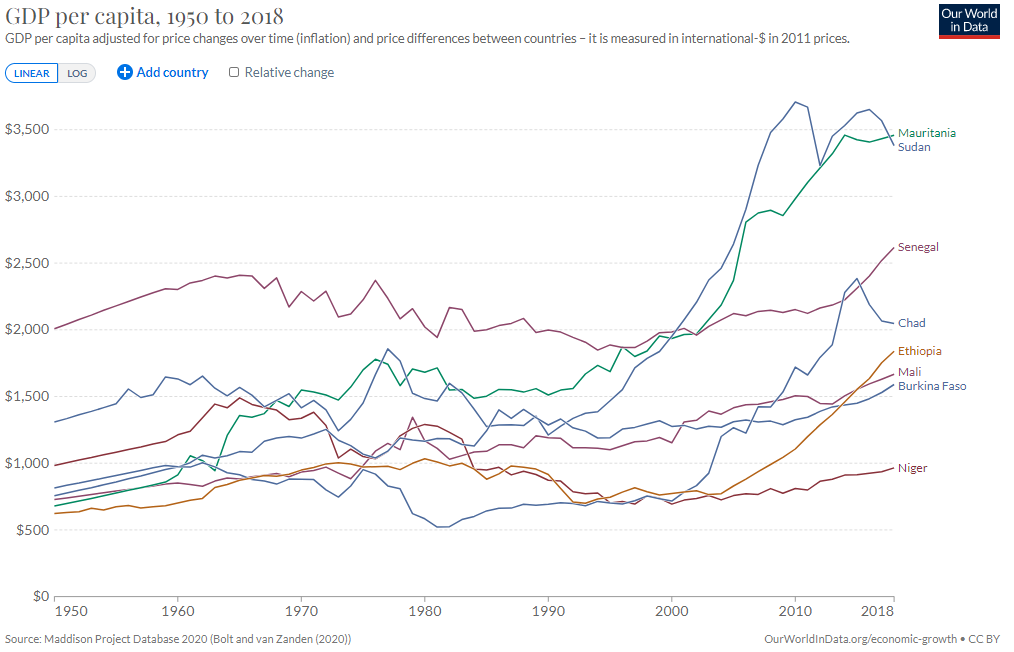
Entwicklung des realen Bruttoinlandsprodukts der Länder der Sahelzone

Die Bauern im Sahel betreiben vorwiegend Hirseanbau. Aber auch Maniok, Yams und Bataten werden für Subsistenzwirtschaft angebaut. Mit den Jahren verlagerten sie ihre Ackerflächen wegen der enormen Bevölkerungszunahme zunehmend in den Norden, wobei sie die Agronomische Trockengrenze überschritten und nun eine Bewässerung der Felder nötig ist. Ein verbreitetes System zur Wiederinstandsetzung degradierter Trockengebiete und Erhöhung der Bodenfruchtbarkeit ist das Zaï. In verschiedenen Dörfern wird versucht, oft mit Hilfe von Entwicklungshilfeorganisationen, der weit verbreiteten Mangelernährung durch Gartenbau in Bewässerungstechnik zu begegnen, allerdings kommt es auf Grund von Wassermangel immer wieder zu Rückschlägen. Nachhaltig sind nur sehr ausgeklügelte Systeme des Pflanzenbaus, die den Wasserbedarf minimieren.

### Viehzucht
Der zweite wichtige Aspekt der Landwirtschaft in der Sahelzone ist die Viehzucht. Die Menschen vergrößern im Zuge des enormen Bevölkerungswachstums ihre Rinder- und Ziegenherden. Hinzu kommt, dass ihnen Quantität wichtiger ist als Qualität. Dadurch kommt es dazu, dass die vielen Tiere die Pflanzen samt der Wurzel fressen und der ohnehin schon harte, trockene Boden von den Tieren festgetreten und verdichtet wird. Dies verstärkt die Desertifikation der Böden. Außerdem stellten die Bauern auf Grund von niederschlagsreichen Perioden, Brunnenbau und Entwicklungshilfe die Weidewanderungen ein, d. h., dass man nicht mehr mit dem Niederschlag mitwanderte. All diese Faktoren führen letztendlich zu einer starken Überweidung, wodurch sich Pflanzen, weil sie immerzu abgefressen werden, nicht mehr regenerieren können, der Boden durch den Urin und Kot der Tiere versauert und immer mehr Bäume absterben, weil die Ziegen deren Rinde anknabbern.

### Bevölkerungswachstum
Zu all dem kommt noch das Bevölkerungswachstum hinzu, bedingt durch weniger Sterbefälle und den Wunsch nach vielen Kindern, die für die Altersvorsorge nötig sind. Außerdem erlangt die Familie dadurch höhere Anerkennung. Die Bevölkerung nimmt jährlich um etwa 2,8 bis 3 Prozent zu (Ausnahme: Niger mit 3,8 Prozent), die Wachstumsrate liegt, bei hohen lokalen und zeitlichen Schwankungen, zudem höher als in zurückliegenden Perioden (so etwa 1975 bis 2002 2,5 bis 2,7 Prozent, in Niger 3,3 Prozent). Die Folgen sind, dass die Einwohnerzahl schneller als das Ackerland wächst; der Anbaustil zulasten der Felder geändert wird; der Bedarf an Hirse steigt, was wiederum zu einer Ausdehnung und noch stärkeren Nutzung der Felder führt und die Wasserreserven werden höher beansprucht. Deshalb verschlechtert sich die Bodenqualität und es gibt häufiger Ernteausfälle. Außerdem ziehen vor allem die jüngeren Bewohner in Städte, in der Hoffnung, dort ein besseres Leben führen zu können. Dies führt dazu, dass immer weniger und in erster Linie ältere Leute auf dem Land zurückbleiben.

## Orte
- Dakar – Hauptstadt des Senegal
- Nouakchott (Nawakshut) – Hauptstadt von Mauretanien
- Bamako – Hauptstadt von Mali
- Gorom-Gorom – Stadt in Burkina Faso
- Niamey – Hauptstadt des Niger
- Kano – Stadt in Nigeria
- N’Djamena – Hauptstadt des Tschad
- Khartum – Hauptstadt Sudans
- Gonder – Stadt in Äthiopien
- Asmara – Hauptstadt von Eritrea
- Dschibuti – Hauptstadt von Dschibuti
- Timbuktu – Stadt in Mali
- Kaya – Stadt in Burkina Faso

## Gewässer

### Größte Flüsse
- Niger (Fremdlingsfluss)
- Nil (Fremdlingsfluss)
- Schari
- Senegal (Fremdlingsfluss)

### Weitere Flüsse
- Bani
- Benue
- Chari
- Gambia
- Komadugu Yobe
- Logone
- Salamat
- Sokoto
- Schwarzer Volta
- Weißer Volta

### Seen
- Fitri-See
- Iro-See
- Kainji-Stausee
- Tschadsee